# Беловарский собор
Беловарский собор, Собор Святой Терезы Авильской — католический собор в городе Беловар, Хорватия. Кафедральный собор Епархии Беловар-Крижевцы, памятник архитектуры. Освящён во имя Святой Терезы Авильской. Получил статус кафедрального собора в 2009 году после образования епархии с центром в Беловаре, до этого был приходской церковью.

## История
В 1756 году в Беловаре была построена большая крепость в рамках фортификационных работ по созданию Военной Границы, что вызвало приток населения в город. В 1761 году по приглашению властей Военной Границы в Беловар прибыли чешские монахи из ордена пиаристов. Единственным религиозным сооружением здесь была небольшая часовенка, поэтому было принято решение строить вместительную церковь. 10 апреля 1765 года в основание будущего храма был заложен первый камень. В 1770 году строительство основной части храма завершено, 15 октября 1772 года храм освящён во имя Святой Терезы Авильской. Выбор имени святой Терезы связан с тем, что она была святой покровительницей императрицы Марии Терезии, по приказу которой была возведена Беловарская крепость. В 1774 году было закончено возведение колокольни над фасадом. Церковь построена в стиле барокко.
Землетрясение 1880 года причинило церкви ущерб. В 1888 году церковь была реконструирована и перестроена по плану архитектора Германа Болле, в 1896 году значительно обновлён интерьер храма.
Вплоть до 1980 года церковь св. Терезы была единственной церковью в Беловаре и ближайших пригородах, её прихожанами были все жители города католического вероисповедания, в 1980 году построена ещё одна церковь — святого Антония Падуанского.
29 сентября 1991 года во время войны за независимость в ходе боёв между частями ЮНА и хорватскими силами в церковь попал снаряд. Взрыв убил трёх женщин, молившихся в храме в это время, и причинил ущерб строению. После окончания войны церковь отреставрирована, в память о погибших женщинах установлена мемориальная доска.
5 декабря 2009 года папа Бенедикт XVI создал епархию Беловар-Крижевцы, церковь святой Терезы Авильской стала кафедральным собором новой епархии.